# 8422 Mohorovičić
8422 Mohorovičić je asteroid s periodom ophoda oko Sunca od 5 godina i 38 dana. Otkriven je 5. prosinca 1996. iz mjesta Farra d'Isonzo u Italiji.
Dobio je ime po hrvatskom znanstveniku Andriji Mohorovičiću.

## Vanjske poveznice
- (engl.) Podaci o asteroidu 8422 Mohorovičić
- (engl.) Orbita asteroida 8422 Mohorovičić

… | 8421 Montanari | 8422 Mohorovičić | 8423 Macao | …